# نيكوس كوروفيسيس
نيكوس كوروفيسيس (باليونانية: Νίκος Κοροβέσης)‏ (10 أغسطس 1991 بخالكيذا في اليونان - ) هو لاعب كرة قدم يوناني في مركز الدفاع. لعب مع باس جيانينا ونادي أبولون سميرني ونادي باوك.

## وصلات خارجية
- نيكوس كوروفيسيس على موقع قاعدة بيانات كرة القدم.إي يو (الإنجليزية)
- نيكوس كوروفيسيس على موقع Soccerway.com (الإنجليزية)
- نيكوس كوروفيسيس على موقع AS.com (الإسبانية)